# Godfred Hartmann
Godfred Hartmann (né le 24 juillet 1913 à Copenhague où il est décédé le 7 février 2001) est un écrivain et éditeur danois, marié à l'écrivain et historienne d'art Sys Hartmann.

## Biographie
Hartmann acquiert sa formation d'éditeur auprès de la maison Gyldendal, à Londres, New York et Stockholm. Il reprend ensuite avec Niels Helweg-Larsen la maison édition danoise Thaning & Appel. Dans son ouvrage intitulé I Delfinens Tegn, Godfred Hartmann décrit avec humour ses vingt-six années passées à la tête de cette maison d'édition. Sa publication de Fanny Hill de John Cleland, roman érotique du XVIIIe siècle, amènera un long procès qu'il gagnera finalement devant la Cour Suprême, entraînant un revirement jurisprudentiel déterminant pour la libération des mœurs au Danemark à l'époque. Godfred Hartmann quitte Thaning & Appel en 1968 et rejoint Gyldendal jusqu'en 1980.
En tant qu'écrivain, Godfred Hartmann débute en 1963 et publiera ensuite de nombreux ouvrages autobiographiques ou historiques, dont plusieurs sont devenus très populaires au Danemark.
Godfred Hartmann appartenait à la sixième génération d'artistes dans la famille Hartmann. Sa petite fille est la réalisatrice Frederikke Aspöck.

## Œuvres
- Også en slags rejsende (1963)
- Sig nu pænt goddag (1974)
- De må gerne sige du (1976)
- Christian (1977 – sur la vie de Christian IV)
- Genbrug (1978)
- Nordsjællandsrejsen (1978)
- Kongens børn (1981 – Sur les enfants de  Christian IV, avec l'accent mis sur Leonora Christina)
- Til London (1982)
- Henne om hjørnet, og andre uhøjtidelige beretninger om rejser og strejftog (1984)
- Urania (1989 – On Tyge Brahe)
- Der er nok at se til (1990)
- Gode Dronning (1993 – Sur Sophie Madeleine, reine consort du souverain suédois Gustave III)
- Hilsen fra min kuglepen (1994)
- I delfinens tegn (1996)
- Med ledsage (1998)